# Medaile Za zásluhy při objevování vesmíru
Medaile Za zásluhy při objevování vesmíru (rusky Медаль «За заслуги в освоении космоса») je státní vyznamenání Ruské federace založené roku 2010. Udílena je občanům Ruské federace i cizincům za úspěchy v oblasti vesmírných letů a vesmírných technologií.

## Historie
Medaile Za zásluhy při objevování vesmíru byla založena dekretem prezidenta Ruské federace č. 1099 O opatřeních ke zlepšení systému státních vyznamenání Ruské federace ze dne 7. září 2010. Dekretem prezidenta Ruské federace č. 1631 ze dne 16. prosince 2011 byly doplněny předpisy a popis medaile a dekret také zavedl miniaturu vyznamenání.
První medaile byly uděleny dne 12. dubna 2011, a to dekrety prezidenta Ruské federace č. 435, 436 a 437.

## Pravidla udílení
Medaile se udílí občanům Ruské federace za zásluhy v oblasti výzkumu, průzkum a využití kosmického prostoru, za velký přínos pro rozvoj raketových a kosmických technologií a průmyslu, za školení personálu, za vědeckou a projekční činnost, za realizaci mezinárodních programů, stejně jako za další úspěchy v oblasti kosmických aktivit směřujících ke komplexnímu socioekonomickému rozvoji Ruské federace, posílení ruské obranyschopnosti a zajištění národních zájmů a rozšiřování mezinárodní spolupráce. Může být udělena i cizím státním příslušníkům za zvláštní zásluhy o rozvoj raketového a kosmického průmyslu Ruské federace.
Medaile Za zásluhy při objevování vesmíru se nosí nalevo na hrudi. V přítomnosti dalších ruských vyznamenání se nachází za medailí Za zásluhy o rozvoj atomové energie.

## Popis medaile
Medaile pravidelného kulatého tvaru o průměru 32 mm je vyrobena ze stříbra. Vnější okraje medaile jsou vystouplé. Na přední straně je vyobrazena startující sovětská mezikontinentální balistická raketa R-7, která vynesla 4. října 1957 na oběžnou dráhu první umělou družici Země, Sputnik 1. V horní části medaile jsou ještě tři čtyřcípé hvězdy. Na zadní straně je nápis v cyrilici na čtyřech řádcích ЗА ЗАСЛУГИ В ОСВОЕНИИ КОСМОСА. Pod nápisem je sériové číslo medaile. Všechny nápisy i obrázky jsou konvexní.
Medaile je připojena pomocí jednoduchého kroužku ke kovové destičce ve tvaru pětiúhelníku potažené hedvábnou stuhou z moaré širokou 24 mm. Stuha se skládá z tmavě modrého pruhu uprostřed, na který z obou stran navazují proužky bílé barvy, následují světle modré pruhy a oba okraje jsou lemovaný bílými proužky.